# Saison 2013-2014 du Biarritz olympique Pays basque
Cette page présente la saison 2013-2014 du Biarritz olympique Pays basque en Top 14 et en Challenge européen.

## Entraîneurs
L'équipe professionnelle est entraînée par Laurent Rodriguez et Didier Faugeron

## La saison

### Pré-saison
| Date du match   | Domicile           | Extérieur                    | Score | Lieu du match              | Catégorie    |
| --------------- | ------------------ | ---------------------------- | ----- | -------------------------- | ------------ |
| 26 juillet 2013 | Biarritz olympique | Grenoble                     | 15-12 | Parc des sports d'Aguiléra | Match amical |
| 2 août 2013     | Biarritz olympique | Union sportive Oyonnax rugby | 19-7  | Parc des sports d'Aguiléra | Match amical |
| 9 août 2013     | Biarritz olympique | Union Bordeaux Bègles        | 22-15 | Parc des sports d'Aguiléra | Match amical |

## Effectif 2013-2014
| Nom                        | Poste            | Naissance  | Nationalité sportive | International | Dernier club               | Arrivée au club (année) |
| Jean-Philippe Genevois     | Talonneur        | 03/02/1987 | France               | -             | RC Toulon                  | 2012                    |
| Arnaud Héguy               | Talonneur        | 23/01/1985 | France               | -             | Aviron bayonnais           | 2011                    |
| Fabien Barcella            | Pilier           | 27/10/1983 | France               |               | Auch                       | 2008                    |
| Eugene van Staden          | Pilier           | 16/12/1980 | Afrique du Sud       | -             | Natal Sharks               | 2012                    |
| Francisco Gómez Kodela     | Pilier           | 03/07/1985 | Argentine            | -             | Belgrano                   | 2011                    |
| Thomas Synaeghel           | Pilier           | 26/04/1987 | France               | -             | US Dax                     | 2012                    |
| Ben Broster                | Pilier           | 07/05/1982 | Pays de Galles       |               | London Wasps               | 2012                    |
| Jérôme Thion               | Deuxième ligne   | 02/12/1977 | France               |               | USAP                       | 2003                    |
| Thibault Dubarry           | Deuxième ligne   | 24/11/1987 | France               | -             | CA Brive                   | 2012                    |
| Pelu Taele-Pavihi          | Deuxième ligne   | 28/09/1981 | Samoa                |               | Parme                      | 2009                    |
| Erik Lund                  | Deuxième ligne   | 03/06/1979 | Norvège              |               | Leeds Carnegie             | 2010                    |
| Joshua Furno               | Deuxième ligne   | 21/10/1989 | Italie               |               | RC Narbonne                | 2013                    |
| Addison Lockley            | Deuxième ligne   | 25/10/1991 | Angleterre           | -             | Moseley RFC                | 2013                    |
| Imanol Harinordoquy (cap.) | Troisième ligne  | 20/02/1980 | France               |               | Section paloise            | 2004                    |
| Magnus Lund                | Troisième ligne  | 25/06/1983 | Angleterre           |               | Sale Sharks                | 2008                    |
| Raphaël Lakafia            | Troisième ligne  | 28/10/1988 | France               |               | Grenoble                   | 2009                    |
| Benoît Guyot               | Troisième ligne  | 19/01/1989 | France               | -             | Stade français             | 2009                    |
| Ueleni Fono                | Troisième ligne  | 06/05/1982 | Tonga                |               | SU Agen                    | 2013                    |
| Dimitri Yachvili           | Demi de mêlée    | 19/09/1980 | France               |               | Gloucester Rugby           | 2002                    |
| Julien Peyrelongue         | Demi d'ouverture | 02/04/1981 | France               |               | Peyrehorade                | 2000                    |
| Matt Berquist              | Demi d'ouverture | 11/05/1983 | Nouvelle-Zélande     | -             | Leinster                   | 2012                    |
| Dan Waenga                 | Demi d'ouverture | 01/01/1986 | Nouvelle-Zélande     | -             | Chiefs                     | 2013                    |
| Damien Traille             | 3/4 centre       | 12/06/1979 | France               |               | Section paloise            | 2004                    |
| Charles Gimenez            | 3/4 centre       | 11/02/1988 | France               | -             | Stade toulousain           | 2009                    |
| Benoît Baby                | 3/4 centre       | 07/09/1983 | France               |               | ASM Clermont               | 2011                    |
| Seremaia Burotu            | 3/4 centre       | 19/07/1987 | Fidji                | -             | Rugby à VII                | 2011                    |
| Aled Brew                  | 3/4 aile         | 09/08/1986 | Pays de Galles       |               | Newport Gwent Dragons      | 2012                    |
| Takudzwa Ngwenya           | 3/4 aile         | 22/07/1985 | États-Unis           |               | Dallas Athletic Rugby Club | 2007                    |
| Paul Perez                 | 3/4 aile         | 26/07/1986 | Samoa                |               | Eastern Province Kings     | 2013                    |
| Teddy Thomas               | 3/4 aile         | 18/09/1993 | France               | -             | Formé au club              | 2012                    |
| Joe Pietersen              | Arrière          | 18/05/1984 | Afrique du Sud       |               | Stormers                   | 2013                    |
| Iain Balshaw               | Arrière          | 14/04/1979 | Angleterre           |               | Gloucester Rugby           | 2009                    |

## Calendrier[3]

### Top 14
| - Biarritz olympique – ASM Clermont Auvergne : 18 - 22 - Biarritz olympique – Montpellier HRC : 19 - 12 - Stade français – Biarritz olympique : 38 - 3 - Union sportive Oyonnax rugby – Biarritz olympique : 24 - 22 - Biarritz olympique – RC Toulon : 13 - 24 - Stade toulousain – Biarritz olympique : 31 - 7 - Biarritz olympique – Football club de Grenoble rugby : 21 - 27 - Aviron bayonnais – Biarritz olympique : 27 - 19 - Biarritz olympique – USA Perpignan : 12 - 16 - Castres olympique – Biarritz olympique : 39 - 0 - Biarritz olympique – Racing Métro 92 : 9 - 6 - CA Brive – Biarritz olympique : 9 - 14 - Biarritz olympique – Union Bordeaux Bègles : 15 - 22 | - ASM Clermont Auvergne – Biarritz olympique : 35 - 6 - Montpellier HRC – Biarritz olympique : 48 - 22 - Biarritz olympique – Stade français : 6 - 18 - Biarritz olympique – Union sportive Oyonnax rugby : 22 - 24 - RC Toulon – Biarritz olympique : 33 - 20 - Biarritz olympique – Stade toulousain : 6 - 16 - Football club de Grenoble rugby – Biarritz olympique : 20 - 22 - Biarritz olympique – Aviron bayonnais : 8 - 11 - USA Perpignan – Biarritz olympique : 16 - 10 - Biarritz olympique – Castres olympique : 34 - 34 - Racing Métro 92 – Biarritz olympique : 37 - 7 - Biarritz olympique – CA Brive : 19 - 13 - Union Bordeaux Bègles – Biarritz olympique : 54 - 20 |

Avec 5 victoires, 1 match nul et 20 défaites et un total de 30 points le Biarritz olympique termine à la 14e place et est relégué en Pro D2 pour la saison 2014-2015.

### Classement de la phase régulière
| Rang | Club                  | J  | V  | N | D  | Em | Ee | Bo | Bd | Pm  | Pe  | Diff | Pts |
| ---- | --------------------- | -- | -- | - | -- | -- | -- | -- | -- | --- | --- | ---- | --- |
| 1    | RC Toulon             | 26 | 16 | 1 | 9  | 54 | 27 | 5  | 6  | 660 | 466 | +194 | 77  |
| 2    | Montpellier HR        | 26 | 15 | 1 | 10 | 59 | 46 | 7  | 7  | 670 | 525 | +145 | 76  |
| 3    | ASM Clermont          | 26 | 15 | 1 | 10 | 59 | 37 | 6  | 5  | 659 | 500 | +159 | 73  |
| 4    | Stade toulousain      | 26 | 13 | 2 | 11 | 53 | 30 | 7  | 6  | 548 | 442 | +106 | 69  |
| 5    | Racing 92             | 26 | 15 | 2 | 9  | 32 | 34 | 1  | 4  | 459 | 448 | +11  | 69  |
| 6    | Castres olympique (T) | 26 | 13 | 2 | 11 | 50 | 35 | 6  | 4  | 567 | 488 | +79  | 66  |
| 7    | Stade français Paris  | 26 | 14 | 1 | 11 | 46 | 46 | 3  | 4  | 529 | 496 | +33  | 65  |
| 8    | Union Bordeaux Bègles | 26 | 13 | 0 | 13 | 58 | 44 | 5  | 7  | 629 | 573 | +56  | 64  |
| 9    | CA Brive (P)          | 26 | 11 | 2 | 13 | 32 | 36 | 4  | 9  | 473 | 476 | -3   | 61  |
| 10   | Aviron bayonnais      | 26 | 11 | 1 | 14 | 29 | 48 | 1  | 7  | 424 | 549 | -125 | 54  |
| 11   | FC Grenoble           | 26 | 11 | 2 | 13 | 32 | 52 | 1  | 4  | 465 | 625 | -160 | 53  |
| 12   | US Oyonnax (P)        | 26 | 11 | 1 | 14 | 34 | 49 | 1  | 4  | 456 | 562 | -106 | 51  |
| 13   | USA Perpignan         | 26 | 10 | 1 | 15 | 35 | 48 | 2  | 7  | 486 | 593 | -107 | 51  |
| 14   | Biarritz olympique    | 26 | 5  | 1 | 20 | 27 | 68 | 0  | 8  | 374 | 656 | -282 | 30  |

|  | Qualifiés pour les demi-finales (no 1, no 2) et qualifié pour la Coupe d'Europe 2014-2015.                             |
|  | Qualifiés pour les barrages (no 3, no 4, no 5, no 6) et qualifié pour la Coupe d'Europe 2014-2015.                     |
|  | Qualifié pour un barrage (no 7) contre le 7e au classement anglais pour se qualifier pour la Coupe d'Europe 2014-2015. |
|  | Relégués en Pro D2 pour la saison 2014-2015 (no 13 et no 14).                                                          |
|  | T : tenant du titre 2013 • P : promu 2013                                                                              |

Attribution des points : victoire sur tapis vert : 5, victoire : 4, match nul : 2, défaite : 0, forfait : -2 ; plus les bonus (offensif : 3 essais de plus que l'adversaire ; défensif : défaite par 7 points d'écart ou moins).
Règles de classement : 1. points terrain (bonus compris) ; 2. points terrain obtenus dans les matchs entre équipes concernées ; 3. différence de points dans les matchs entre équipes concernées ; 4. différence entre essais marqués et concédés dans les matchs entre équipes concernées ; 5. différence de points ; 6. différence entre essais marqués et concédés ; 7. nombre de points marqués ; 8. nombre d'essais marqués ; 9. nombre de forfaits n'ayant pas entraîné de forfait général ; 10. place la saison précédente ; 11. nombre de personnes suspendues après un match de championnat.

### Amlin cup
Dans la Amlin challenge cup le Biarritz olympique fait partie de la poule 1 et sera opposé aux Anglais de Sale Sharks et des Worcester Warriors et aux Français de l'US Oyonnax.
| - 10/10/2013; Sale Sharks - Biarritz Olympique : 33 - 10 - 19/10/2013; Biarritz Olympique - US Oyonnax : 26 - 6 - 05/12/2013; Worcester Warriors - Biarritz Olympique : 15 - 19 | - 12/12/2013; Biarritz Olympique - Worcester Warriors : 33 - 25 - 11/01/2014; US Oyonnax - Biarritz Olympique : 28 - 24 - 18/01/2014; Biarritz Olympique - Sale Sharks : 7 - 9 |

Avec 3 victoires et 3 défaites, le Biarritz olympique termine 2e de la poule 1 et n'est pas qualifié.

## Statistiques

### Statistiques collectives
Attaque
- 374 points marqués (25 essais, 17 transformations, 61 pénalités, 4 drops)

Défense
- 656 points encaissés (68 essais, 47 transformations, 72 pénalités, 2 drops)

### Statistiques individuelles
Meilleur réalisateur
- Dimitri Yachvili avec 167 points en Top 14 (2 essais, 11 transformations, 45 pénalités et 0 drops)

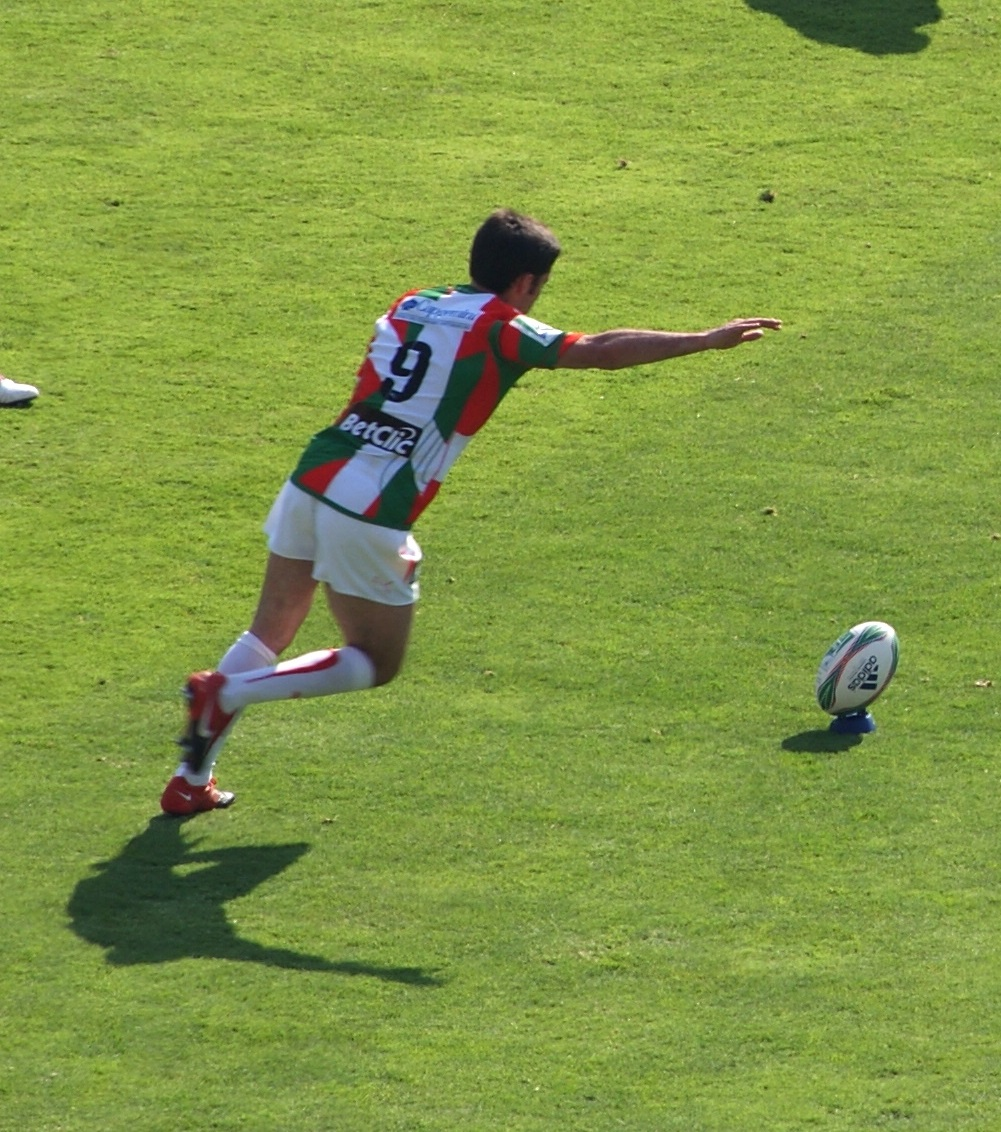
Dimitri Yachvili